# Rashed Al Hooti
Rashed Al Hooti (arabe : راشد الحوطي), né le 24 décembre 1989 à Manama à Bahreïn, est un joueur de football international bahreïni, qui évolue au poste de défenseur.

## Biographie

### Carrière en sélection
Avec l'équipe de Bahreïn, il possède 52 sélections, avec aucun but, depuis 2009. 
Il figure dans le groupe des sélectionnés lors des Coupes d'Asie des nations de 2011 et de 2015.